# Sterculia henryi
Sterculia henryi är en malvaväxtart som beskrevs av William Botting Hemsley. Sterculia henryi ingår i släktet Sterculia och familjen malvaväxter. Utöver nominatformen finns också underarten S. h. cuneata.